# نیروی دفاعی بحرین
نیروی دفاعی بحرین (عربی: قوة دفاع البحرین) مجموعه نیروهای نظامی بحرین است، که از نیروی زمینی، نیروی دریایی سلطنتی، نیروی هوایی سلطنتی بحرین، گارد سلطنتی و یگان خدمات پزشکی پادشاهی بحرین تشکیل می‌شود.